# Алекси-Месхишвили, Владимир Владимирович
Владимир Владимирович (Ладо́) Алекси-Месхишвили (англ. Vladimir V. Alexi-Meskishvili; 2 марта 1941 года, Тбилиси — 20 июля 2021 года, Берлин) — российский и немецкий кардиохирург и учёный, один из пионеров детской кардиохирургии в СССР и Германии, лауреат Государственной премии СССР (1986), лауреат премии им. А. Н. Бакулева (2011).

## Биография
Родился 2 марта 1941 года в Тбилиси.
В 1966 году — окончил Тбилисский государственный медицинский институт.
С 1968 до 1989 годы — работал в Институте сердечно-сосудистой хирургии имени А. Н. Бакулева в Москве, где прошел путь от аспиранта до заведующего первого в СССР отделения «экстренной хирургии и интенсивной терапии детей первого года жизни» для пациентов с пороками сердца, и выполнил впервые в стране ряд уникальных операций у грудных детей.
В 1989 году — перезжает в Западный Берлин, и с 1990 по 2014 годы (до ухода на пенсию) работал приглашенным профессором и ведущим хирургом Немецкого сердечного Центра в Берлине (Deutsches Herzzentrum Berlin).
В 2011 году являлся идейным вдохновителем создания общества детских кардиохирургов России.
Владимир Владимирович Алекси-Месхишвили умер 20 июля 2021 года в Берлине.

## Научная деятельность
Научные интересы: хирургия и интенсивная терапия врожденных пороков сердца, применение механических средств поддержки кровообращения, протезирование клапанов сердца у детей и историю хирургии сердца.
Автор более 690 работ, изданных в Германии, США и России, в том числе 10 монографий.

## Награды
- Государственная премия СССР в области науки и техники (в составе группы, за 1986 год) — за разработку и внедрение в клиническую практику методов интенсивной терапии и реанимации новорождённых и грудных детей
- Премия имени Е. Н. Мешалкина (2011)
- Премия имени А. Н. Бакулева (2011) — за большой личный вклад в проблему врожденных пороков сердца